# Impul
Hoshino Impul Co. Ltd. (conocida simplemente como Impul) es una empresa japonesa de posventa automotriz con sede en Setagaya, Tokio. Fundada por el piloto de Nissan, Kazuyoshi Hoshino, la empresa produce exclusivamente repuestos para Nissan, como kits de carrocería, componentes de motor y ruedas.

## Historia
La empresa fue fundada en 1980 por el piloto oficial de Nissan, Kazuyoshi Hoshino en Maruko-cho, prefectura de Shizuoka. En cuestión de meses, Impul produjo su primer producto, la rueda IMPUL D-01, que para promocionarla, encontró su camino en el Nissan Silvia de Hoshino en la Fórrmula Silhouette, una serie soporte de Fuji Grand Champion, además de iniciar un centro de ventas con sede en Tokio en Sayama-shi, Saitama-ken. Un año más tarde, se trasladó a Kichijōji, Musashino-shi.
En 1983, Hoshino formó Hoshino Racing Limited, un equipo de carreras para ayudar a promocionar sus productos y, debido a la expansión, trasladó su empresa a Shimorenjaku, Mitaka, además de establecer un depósito cercano.
En 1987, Impul ofreció su primer automóvil totalmente modificado, el IMPUL 630R, y un Y30 Gloria/Cedric.
En 2002, las carreras se trasladaron a Gotemba. Después de eso, la compañía comenzó a enfocarse en modificar autos y desde entonces ha tuneado el Infiniti M, que se convirtió en el Impul 651S, y el Nissan Juke. Ambos ejemplos de ajuste de Impul tienen cambios en los parachoques, motores, frenos, llantas, sistema de escape, entre otras modificaciones. El estilo VIP es el elemento común que ha incorporado Impul.

## Automovilismo
Desde 1983, la compañía dirigió su propio equipo de carreras que tuvo éxito en series nacionales como el Campeonato Japonés de Turismos, la Fórmula Nippon y el Super GT Japonés. Hoshino fue el primer piloto en ganar con el R32 GT-R del equipo durante una carrera de JTCC en 1990. Además de Hoshino, los pilotos notables de Impul incluyen a Masahiko Kageyama (ganador del campeonato de turismos en 1993), Satoshi Motoyama (campeón de Fórmula Nippon en 2001, 2003 y 2005), Benoît Tréluyer (campeón de Fórmula Nippon en 2006), Tsugio Matsuda (bicampeón de Fórmula Nippon en 2007 y 2008), Yuji Ide y Kohei Hirate. Su principal patrocinador desde 1996 es el proveedor de autopartes Calsonic.

## Resultados

### All Japan Grand Touring Car Championship
(Clave) (negrita indica pole position) (cursiva indica vuelta rápida)

| Año     | Automóvil           | Neu. | Clase | N.º | Pilotos                                            | 1       | 2       | 3       | 4       | 5       | 6       | 7      | 8      | Pos. | Puntos |
| ------- | ------------------- | ---- | ----- | --- | -------------------------------------------------- | ------- | ------- | ------- | ------- | ------- | ------- | ------ | ------ | ---- | ------ |
| 1994    | Nissan Skyline GT-R | B    | GT1   | 1   | Masahiko Kageyama                                  | FUJ 1   | SEN 2   | FUJ 2   | SUG 4   | MIN 4   |         |        |        | 1.º  | 70     |
| 1995    | Nissan Skyline GT-R | B    | GT1   | 1   | Masahiko Kageyama Kazuyoshi Hoshino                | SUZ 1   | FUJ 10  | SEN 2   | FUJ 7   | SUG 2   | MIN 3   |        |        | 2.º  | 67     |
| 1996    | Nissan Skyline GT-R | B    | GT500 | 1   | Masahiko Kageyama Kazuyoshi Hoshino                | SUZ 8   | FUJ 5   | SEN 5   | FUJ 1   | SUG 2   | MIN Ret |        |        | 3.º  | 54     |
| 1996    | Nissan Silvia       | B    | GT300 | 12  | Satoshi Motoyama Yuji Ide Fuminori Mizuno          | SUZ     | FUJ     | SEN Ret | FUJ Ret | SUG 12  | MIN 7   |        |        | NC   | 4      |
| 1997    | Nissan Skyline GT-R | B    | GT500 | 12  | Satoshi Motoyama Kazuyoshi Hoshino Fuminori Mizuno | SUZ Ret | FUJ 5   | SEN 15  | FUJ 4   | MIN 6   | SUG 14  |        |        | 7.º  | 24     |
| 1998    | Nissan Skyline GT-R | B    | GT500 | 12  | Takuya Kurosawa Kazuyoshi Hoshino Michael Krumm    | SUZ 11  | FUJ C   | SEN 5   | FUJ 3   | MOT 2   | MIN 7   | SUG 4  |        | 4.º  | 49     |
| 1999    | Nissan Skyline GT-R | B    | GT500 | 12  | Masami Kageyama Kazuyoshi Hoshino                  | SUZ 10  | FUJ 3   | SUG 5   | MIN 6   | FUJ 5   | OKA 10  | MOT 7  |        | 5.º  | 40     |
| 2000    | Nissan Skyline GT-R | B    | GT500 | 12  | Satoshi Motoyama Kazuyoshi Hoshino                 | MOT 17  | FUJ 5   | SUG 5   | FUJ 3   | OKA 6   | MIN 1   | SUZ 3  |        | 3.º  | 66     |
| 2001    | Nissan Skyline GT-R | B    | GT500 | 12  | Satoshi Motoyama Naoki Hattori Kazuyoshi Hoshino   | OKA 15  | FUJ Ret | SUG 7   | FUJ 7   | MOT 3   | SUZ 11  | MIN 5  |        | 10.º | 28     |
| 2002    | Nissan Skyline GT-R | B    | GT500 | 12  | Tetsuya Tanaka Kazuyoshi Hoshino Benoît Tréluyer   | OKA 14  | FUJ Ret | SUG 8   | SEP 14  | FUJ NC  | MOT 11  | MIN 13 | SUZ 17 | 12.º | 4      |
| 2003    | Nissan Skyline GT-R | B    | GT500 | 12  | Yuji Ide Benoît Tréluyer                           | OKA 12  | FUJ 2   | SUG Ret | FUJ 1   | FUJ 16  | MOT 6   | AUT 11 | SUZ 1  | 5.º  | 64     |
| 2004    | Nissan Fairlady Z   | B    | GT500 | 12  | Yuji Ide Benoît Tréluyer                           | OKA 8   | SUG 10  | SEP Ret | TOK 11  | MOT Ret | AUT 5   | SUZ 1  |        | 9.º  | 35     |
| Fuente: |                     |      |       |     |                                                    |         |         |         |         |         |         |        |        |      |        |

### Super GT Japonés
(Clave) (negrita indica pole position) (cursiva indica vuelta rápida)

| Año     | Automóvil   | Clase | N.º | Pilotos                                            | 1       | 2      | 3       | 4       | 5       | 6       | 7       | 8       | 9      | Pos. | Puntos |
| ------- | ----------- | ----- | --- | -------------------------------------------------- | ------- | ------ | ------- | ------- | ------- | ------- | ------- | ------- | ------ | ---- | ------ |
| 2005    | Nissan Z    | GT500 | 12  | Yuji Ide Benoît Tréluyer                           | OKA Ret | FUJ 15 | SEP 8   | SUG 5   | MOT 3   | FUJ 13  | AUT 4   | SUZ 9   |        | 11.º | 35     |
| 2006    | Nissan Z    | GT500 | 12  | Kazuki Hoshino Benoît Tréluyer Jérémie Dufour      | SUZ 13  | OKA 6  | FUJ 5   | SEP 3   | SUG 6   | SUZ 1   | MOT 13  | AUT 4   | FUJ 12 | 8.º  | 67     |
| 2007    | Nissan Z    | GT500 | 12  | Kazuki Hoshino Benoît Tréluyer Jérémie Dufour      | SUZ 11  | OKA 8  | FUJ 10  | SEP 3   | SUG 7   | SUZ Ret | MOT Ret | AUT Ret | FUJ 2  | 11.º | 34     |
| 2008    | Nissan GT-R | GT500 | 12  | Tsugio Matsuda Sébastien Philippe Dominik Schwager | SUZ Ret | OKA 2  | FUJ 9   | SEP 14  | SUG 12  | SUZ 1   | MOT 11  | AUT 10  | FUJ 1  | 4.º  | 61     |
| 2009    | Nissan GT-R | GT500 | 12  | Tsugio Matsuda Sébastien Philippe                  | OKA 4   | SUZ 3  | FUJ 15  | SEP 7   | SUG 8   | SUZ 5   | FUJ 15  | AUT Ret | MOT 7  | 10.º | 36     |
| 2010    | Nissan GT-R | GT500 | 12  | Tsugio Matsuda Ronnie Quintarelli                  | SUZ Ret | OKA 4  | FUJ 6   | SEP 1   | SUG 4   | SUZ 12  | FUJ C   | MOT 5   |        | 5.º  | 47     |
| 2011    | Nissan GT-R | GT500 | 12  | Tsugio Matsuda João Paulo de Oliveira              | OKA 1   | FUJ 14 | SEP 15  | SUG 13  | SUZ 3   | FUJ 2   | AUT 10  | MOT 9   |        | 5.º  | 49     |
| 2012    | Nissan GT-R | GT500 | 12  | Tsugio Matsuda João Paulo de Oliveira              | OKA 10  | FUJ 5  | SEP 5   | SUG Ret | SUZ 4   | FUJ 1   | AUT 10  | MOT 10  |        | 4.º  | 45     |
| 2013    | Nissan GT-R | GT500 | 12  | Tsugio Matsuda João Paulo de Oliveira              | OKA 6   | FUJ 5  | SEP 1   | SUG Ret | SUZ 4   | FUJ 6   | AUT Ret | MOT 13  |        | 9.º  | 46     |
| 2014    | Nissan GT-R | GT500 | 12  | João Paulo de Oliveira Hironobu Yasuda             | OKA 3   | FUJ 1  | AUT 3   | SUG 9   | FUJ 8   | SUZ 10  | BUR 3   | MOT 13  |        | 5.º  | 60     |
| 2015    | Nissan GT-R | GT500 | 12  | João Paulo de Oliveira Hironobu Yasuda             | OKA 7   | FUJ 2  | CHA 4   | FUJ 3   | SUZ 3   | SUG 11  | AUT 2   | MOT 4   |        | 2.º  | 74     |
| 2016    | Nissan GT-R | GT500 | 12  | João Paulo de Oliveira Hironobu Yasuda             | OKA 5   | FUJ 11 | SUG Ret | FUJ 1   | SUZ Ret | CHA 4   | MOT 7   | MOT 8   |        | 8.º  | 43     |
| 2017    | Nissan GT-R | GT500 | 12  | Hironobu Yasuda Jann Mardenborough                 | OKA 8   | FUJ 14 | AUT 7   | SUG 11  | FUJ 5   | SUZ 11  | CHA 14  | MOT 7   |        | 13.º | 17     |
| 2018    | Nissan GT-R | GT500 | 12  | Jann Mardenborough Daiki Sasaki                    | OKA 14  | FUJ 6  | SUZ 4   | CHA 6   | FUJ 12  | SUG 3   | AUT 11  | MOT 11  |        | 11.º | 29     |
| 2019    | Nissan GT-R | GT500 | 12  | Daiki Sasaki James Rossiter Katsumasa Chiyo        | OKA 3‡  | FUJ 12 | SUZ 10  | BUR 8   | FUJ 5   | AUT 12  | SUG 14  | MOT Ret |        | 13.º | 17.5   |
| 2020    | Nissan GT-R | GT500 | 12  | Daiki Sasaki Kazuki Hiramine                       | FUJ Ret | FUJ 11 | SUZ 12  | MOT 12  | FUJ 8   | SUZ 2   | MOT 9   | FUJ 7   |        | 13.º | 24     |
| 2021    | Nissan GT-R | GT500 | 12  | Kazuki Hiramine Nobuharu Matsushita                | OKA 10  | FUJ 9  | MOT 11  | SUZ 6   | SUG 1   | AUT 7   | MOT 3   | FUJ 9   |        | 8.º  | 45     |
| 2022    | Nissan Z    | GT500 | 12  | Kazuki Hiramine Bertrand Baguette                  | OKA 7   | FUJ 3‡ | SUZ Ret | FUJ 2   | SUZ 1   | SUG 5   | AUT 6   | MOT 2   |        | 1.º  | 70.5   |
| Fuente: |             |       |     |                                                    |         |        |         |         |         |         |         |         |        |      |        |